# Malcolm Wilson
Malcolm Irving Wilson (Cockermouth, 17 febbraio 1956) è un ex pilota di rally e dirigente sportivo britannico, fondatore e manager del team M-Sport.
Da pilota è andato due volte a podio in gare del campionato del mondo rally.

## Biografia
Prima di iniziare la sua attività di manager sportivo col team M-Sport, da lui stesso fondato nel 1997, è stato pilota di discreto livello, ha partecipato al campionato del mondo rally dal 1977 al 1995.

## Palmarès

### Podi nel mondiale rally
| # | Anno | Rally                     | Navigatore   | Vettura                 | Pos. |
| - | ---- | ------------------------- | ------------ | ----------------------- | ---- |
| 1 | 1989 | Rally della Nuova Zelanda | Ian Grindrod | Vauxhall Astra GTE      | 3º   |
| 2 | 1993 | RAC Rally                 | Bryan Thomas | Ford Escort RS Cosworth | 3º   |

## Risultati nel mondiale rally
| 1977 | Scuderia | Vettura            |  |  |  |  |  |  |  |  |  |  |    | Punti | Pos. |
| ---- | -------- | ------------------ |  |  |  |  |  |  |  |  |  |  | -- | ----- | ---- |
| 1977 |          | Ford Escort RS2000 |  |  |  |  |  |  |  |  |  |  | 12 |       |      |

| 1978 | Scuderia | Vettura            |  |  |  |  |  |  |  |  |  |  |     | Punti | Pos. |
| ---- | -------- | ------------------ |  |  |  |  |  |  |  |  |  |  | --- | ----- | ---- |
| 1978 |          | Ford Escort RS1800 |  |  |  |  |  |  |  |  |  |  | Rit |       |      |

| 1979 | Scuderia  | Vettura            |  |  |  |  |  |  |  |  |  |  |    |  | Punti | Pos. |
| ---- | --------- | ------------------ |  |  |  |  |  |  |  |  |  |  | -- |  | ----- | ---- |
| 1979 | Total Oil | Ford Escort RS1800 |  |  |  |  |  |  |  |  |  |  | 15 |  | 0     |      |

| 1980 | Scuderia  | Vettura            |  |  |  |  |  |  |  |  |  |  |     |  | Punti | Pos. |
| ---- | --------- | ------------------ |  |  |  |  |  |  |  |  |  |  | --- |  | ----- | ---- |
| 1980 | Total Oil | Ford Escort RS1800 |  |  |  |  |  |  |  |  |  |  | Rit |  | 0     |      |

| 1981 | Scuderia            | Vettura            |  |  |     |  |  |     |  |  |  |  |  |     | Punti | Pos. |
| ---- | ------------------- | ------------------ |  |  | --- |  |  | --- |  |  |  |  |  | --- | ----- | ---- |
| 1981 | Rothmans Rally Team | Ford Escort RS1800 |  |  | Rit |  |  | Rit |  |  |  |  |  | Rit | 0     |      |

| 1982 | Scuderia | Vettura                           |  |  |     |  |  |  |  |  |  |  |  |    | Punti | Pos. |
| ---- | -------- | --------------------------------- |  |  | --- |  |  |  |  |  |  |  |  | -- | ----- | ---- |
| 1982 |          | Ford Escort RS1800 e Audi quattro |  |  | Rit |  |  |  |  |  |  |  |  | 10 | 1     | 66º  |

| 1983 | Scuderia                  | Vettura             |  |  |  |  |  |  |  |  |  |  |  |    | Punti | Pos. |
| ---- | ------------------------- | ------------------- |  |  |  |  |  |  |  |  |  |  |  | -- | ----- | ---- |
| 1983 | British Junior Rally Team | Ford Escort RS1600i |  |  |  |  |  |  |  |  |  |  |  | 13 | 0     |      |

| 1984 | Scuderia | Vettura         |  |  |  |  |  |  |  |  |  |  |  |     | Punti | Pos. |
| ---- | -------- | --------------- |  |  |  |  |  |  |  |  |  |  |  | --- | ----- | ---- |
| 1984 | Top Gear | Audi quattro A1 |  |  |  |  |  |  |  |  |  |  |  | Rit | 0     |      |

| 1985 | Scuderia | Vettura                        |  |     |  |  |  |  |  |  |  |  |  |     | Punti | Pos. |
| ---- | -------- | ------------------------------ |  | --- |  |  |  |  |  |  |  |  |  | --- | ----- | ---- |
| 1985 |          | Audi quattro A1 e MG Metro 6R4 |  | Rit |  |  |  |  |  |  |  |  |  | Rit | 0     |      |

| 1986 | Scuderia                             | Vettura      |     |     |     |  |     |  |  |  |    |  |   |    |  | Punti | Pos. |
| ---- | ------------------------------------ | ------------ | --- | --- | --- |  | --- |  |  |  | -- |  | - | -- |  | ----- | ---- |
| 1986 | Austin Rover World Championship Team | MG Metro 6R4 | Rit | Rit | Rit |  | Rit |  |  |  | 10 |  | 4 | 17 |  | 1     | 70º  |

| 1987 | Scuderia       | Vettura         |  |  |  |  |  |  |  |  |  |  |  |  |     | Punti | Pos. |
| ---- | -------------- | --------------- |  |  |  |  |  |  |  |  |  |  |  |  | --- | ----- | ---- |
| 1987 | GM Dealersport | Opel Kadett GSI |  |  |  |  |  |  |  |  |  |  |  |  | Rit | 0     |      |

| 1988 | Scuderia      | Vettura            |  |   |  |  |  |     |  |  |  |  |  |  |     | Punti | Pos. |
| ---- | ------------- | ------------------ |  | - |  |  |  | --- |  |  |  |  |  |  | --- | ----- | ---- |
| 1988 | GM Euro Sport | Vauxhall Astra GTE |  | 8 |  |  |  | Rit |  |  |  |  |  |  | Rit | 3     | 59º  |

| 1989 | Scuderia      | Vettura            |  |    |  |  |  |  |   |  |  |   |  |  |    | Punti | Pos. |
| ---- | ------------- | ------------------ |  | -- |  |  |  |  | - |  |  | - |  |  | -- | ----- | ---- |
| 1989 | GM Euro Sport | Vauxhall Astra GTE |  | 13 |  |  |  |  | 3 |  |  | 6 |  |  | 10 | 19    | 18º  |

| 1990 | Scuderia | Vettura                 |  |  |  |  |  |  |  |     |  |     |  |     | Punti | Pos. |
| ---- | -------- | ----------------------- |  |  |  |  |  |  |  | --- |  | --- |  | --- | ----- | ---- |
| 1990 | Ford     | Ford Sierra RS Cosworth |  |  |  |  |  |  |  | Rit |  | Rit |  | Rit | 0     |      |

| 1991 | Scuderia | Vettura                 |   |  |     |  |   |     |  |  |  |  |    |  |  |     | Punti | Pos. |
| ---- | -------- | ----------------------- | - |  | --- |  | - | --- |  |  |  |  | -- |  |  | --- | ----- | ---- |
| 1991 | Ford     | Ford Sierra RS Cosworth | 7 |  | Rit |  | 5 | Rit |  |  |  |  | 10 |  |  | Rit | 13    | 18º  |

| 1992 | Scuderia | Vettura                 |  |  |  |  |  |  |  |  |  |  |  |  |  |   | Punti | Pos. |
| ---- | -------- | ----------------------- |  |  |  |  |  |  |  |  |  |  |  |  |  | - | ----- | ---- |
| 1992 | Ford     | Ford Sierra RS Cosworth |  |  |  |  |  |  |  |  |  |  |  |  |  | 9 | 2     | 58º  |

| 1993 | Scuderia | Vettura                 |  |     |  |  |  |  |  |  |     |  |  |  |   | Punti | Pos. |
| ---- | -------- | ----------------------- |  | --- |  |  |  |  |  |  | --- |  |  |  | - | ----- | ---- |
| 1993 | Ford     | Ford Escort RS Cosworth |  | Rit |  |  |  |  |  |  | Rit |  |  |  | 3 | 12    | 19º  |

| 1994 | Scuderia | Vettura                 |  |  |  |  |   |  |  |  |   |     | Punti | Pos. |
| ---- | -------- | ----------------------- |  |  |  |  | - |  |  |  | - | --- | ----- | ---- |
| 1994 | Ford     | Ford Escort RS Cosworth |  |  |  |  | 6 |  |  |  | 9 | Rit | 8     | 23º  |

| 1995 | Scuderia | Vettura                 |  |  |  |  |  |  |  |     | Punti | Pos. |
| ---- | -------- | ----------------------- |  |  |  |  |  |  |  | --- | ----- | ---- |
| 1995 | Ford     | Ford Escort RS Cosworth |  |  |  |  |  |  |  | Rit | 0     |      |

| Legenda | 1º posto | 2º posto | 3º posto | A punti | Senza punti | Ritirato | Squalificato | NP=Non partito C=Gara cancellata | Apice=Power stage |